# Адресна магистрала
Адресна магистрала је рачунарска магистрала (серија линија које повезују два или више уређаја) која се користи за спецификацију физичке адресе. Када процесор или DMA-укључен уређај треба да чита или пише у меморијској локацији, она наводи ту локацију меморије на адресној магистрали (вредност која треба да се чита или пише је послата на магистралу података). Ширина адресне магистрале одређује количину меморије на коју систем може да се обрати. На пример, систем са 32-битном адресном магистралом може да се обрати 232 (4.294.967.296) меморијских локација. Ако свака меморијска адреса има један бајт, простор меморије је 4 GB.

## Имплементација
Рани процесори су користили жицу за сваки бит адресне ширине. На пример, 16-битна адресна магистрала има 16 физичких жица које чине магистралу. Како су магистрале постајале шире, овај приступ је постао скупљи у смислу броја чипова, чиода и величине кућишта. Почев од Мостек 4096 DRAM-а, мултиплексиране адресе реализоване мултиплексером су постале уобичајна ствар. У мултиплексираној адресној шеми, адреса се шаље у 2 једнака дела наизменичним магистралним циклусима. Ово је препловило број сигнала адресних магистрала који је потребан за повезиванје са меморијом. На пример, 32-битна адресна магистрала може се имплементирати коришћењем 16 низова и слањем прве половине меморијске адресе, а одма затим се шаље и друга половина.

## Занимљиви примери
Приступ појединачним бајтовима често захтева читање или писање пуне ширине магистрале ( реч) одједном. У овим случајевима, најмање значајни бит адресне магистрале може бити чак неимплементиран - за то је већ одговоран контролни уређај који треба да изолује појединачни бајт који је потребан из целе испоручене речи. На пример, ово је случај код VESA Локалне магистрале којој недостају 2 најмање важна бита, што ограничава ову магистралу на поређане 32-битне трансфере.
Историјски гледано, било је такође и неких примера рачунара који су били у стању само да се обраћају речима.